# Tóth Judit (költő)
Tóth Judit (Judit Guillaume) (Budapest, 1936. május 10. –) József Attila-díjas magyar költő, író, műfordító.

## Életpályája
Szülei: Tóth Béla és Szabados Ilona voltak. 1955-1959 között az ELTE Bölcsészettudományi Kar magyar-francia szakos hallgatója volt. 1959-1966 között a Nagyvilág versrovatvezetője volt. 1966 óta Párizsban él. 1982-1986 között a magyar nyelv és irodalom lektora volt a Sorbonne-on.

## Magánélete
Franciaországban ment férjhez 1965-ben, Max Guillaume-hez. Egy fiuk született: Guillaume Daniel (1967).

## Költészete
Költészete különös kettősséget mutat, több szempontból is. A testi és szellemi jelenlétet tükrözteti egymásra, egyszerre két országban, két városban, Budapesten és Párizsban. A második világháború rettenete is két síkon jelenik meg: a lágerlakók kínzó látomása egybeépül a mennyei szférák egyetemes ragyogásával. A nyelvi megközelítés a valóság borzalmait metafizikus fénnyel hatja át, a metafizikus tartalmakat pedig megragadó anyagszerűséggel érzékelteti. A részletek hitelessége, a pesti tűzfalak kopár sugallata, Párizs elővárosainak a neonfények hidegében úszó szorongató betonvilága, a kórházfolyosók, a kórtermek csillogó reménytelensége borzongató. A haldoklás, a halál fájdalmas tényei, a szorongató részletek egészen a megváltásig magasztaltatnak fel a versekben, a születés katartikus drámája éppígy hajlik a tapintható realitástól a magasból sugárzó, felsőbb valóságokig.

## Művei
- Tűzfalak (versek, Szépirodalmi, 1963)
- Két város (versek, Szépirodalmi, 1972)
- A tér visszahívása (versek, Szépirodalmi, 1975)
- Kifutópálya (regény, Szépirodalmi, 1980)
- Füstáldozat (versek, Szépirodalmi, 1984)
- Személyazonosság (összegyűjtött versek, Szépirodalmi, 1986)
- A repülő kastély (bábjáték, 1989)
- 21 vers (versek, 1995)
- Liturgia (versek 1984-1994, Kortárs, 1995)
- Összegyűjtött versek (összegyűjtött versek, C.E.T. Belvárosi, 2002)

## Díjai
- József Attila-díj (1972)
- A Szépirodalmi Könyvkiadó nívódíja (1981)
- Kortárs-díj (1992)
- Robert Graves-díj (1994)